# Boot Camp
Boot Camp softverski je pomoćnik napravljen od tvrtke Apple Computer da bi omogućio instaliranje Microsoft Windows XP Service Pack 2 (i Home i Professional izdanja) na Intel-baziranim Macintosh računalima. Boot Camp vodi korisnika kroz nedestruktivno reparticioniranje (uključujući promjenu veličine postojećih particija, ako je potrebno) na tvrdome disku i pravljenje CD slike (eng. image) s driverima za različite uređaje s Windows XP. Uz drivere za hardver, CD sadrži kontrolni centar za Windowse za postavljanje zadanog (eng. default) operacijskog sustava.
Boot Camp nije virtualizacijski alat, koji bi dopuštao i Windows XP-u i Mac OS X-u da se mogu koristiti istovremeno; umjesto toga računalo mora biti ponovno pokrenuto da bi se odabrao operacijski sustav koji se želi pokrenuti. Boot manager koji je uključen sa svim Intel-baziranim Mac računalima dopušta odabir operacijskog sustava.
Boot Camp zahtijeva da korisnici nadograde firmware na ranim Macintoshevim računalima baziranim na Intelu na najnoviju inačicu, koja sadrži boot loader i modul kompatibilan BIOS-u, a koji je potreban za pokretanje Windowsa XP na računalima temeljenim na EFI-ju.
Apple službeno ne podržava Boot Camp ili Windows trenutačno i ne prodaje kopije Windowsa XP u svojim prodavaonicama.
Boot Camp još je uvijek u beta inačici, ali je najavljen za uključivanje u Mac OS X v10.5, "Leopard".

## Zahtjevi
- Mac OS X Tiger v10.4.6
- 10GB slobodnog prostora na disku
- Intel-bazirano Mac računalo s najnovijim firmwareom
- Prazan CD ili DVD
- Windows XP Service Pack 2 instalacijski disk; Home ili Professional (verzije na više diskova, dodaci ili Media Center verzije ne mogu se koristiti). Iako su driveri uključeni s Boot Campom namijenjeni Windows XP sa Service Pack 2, neki od njih radit će i na Windows XP sa Service Packom 1.[1]

## Nepodržani uređaji
Od verzije 1.1.1, disk s driverima napravljen od Boot Campa nudi Windows XP hardversku podržku za većinu Mac sistemskih komponenti, ali trenutačno ne podržava sljedeće:
- Apple Bluetooth bežični miš
- Apple Remote
- Apple USB Modem
- Sudden Motion Sensor na MacBook Pro i MacBook laptopima

## Vanjske poveznice
- Službena stranica (eng.)
- Trostruki Boot preko BootCampa (eng.)
- XOM Bootloader (eng.)
- Download programa (eng.)
- Vijesti o BootCampu  Arhivirana inačica izvorne stranice od 1. kolovoza 2013. (Wayback Machine)